# Monte Fellone (frazione)
Monte Fellone sorge insieme alla frazione di Specchia Tarantina sull'omonimo colle. È una frazione del comune di Martina Franca distante 15 km (in provincia di Taranto) e Villa Castelli distante 3 km (in provincia di Brindisi), in direzione Sud-Ovest ai piedi del colle è sita la Lama del Fullonese frazione del comune di Grottaglie distante 10 km. e a Est confina con Monte Scotano nel territorio di Ceglie Messapica.

## Geografia fisica

### Territorio

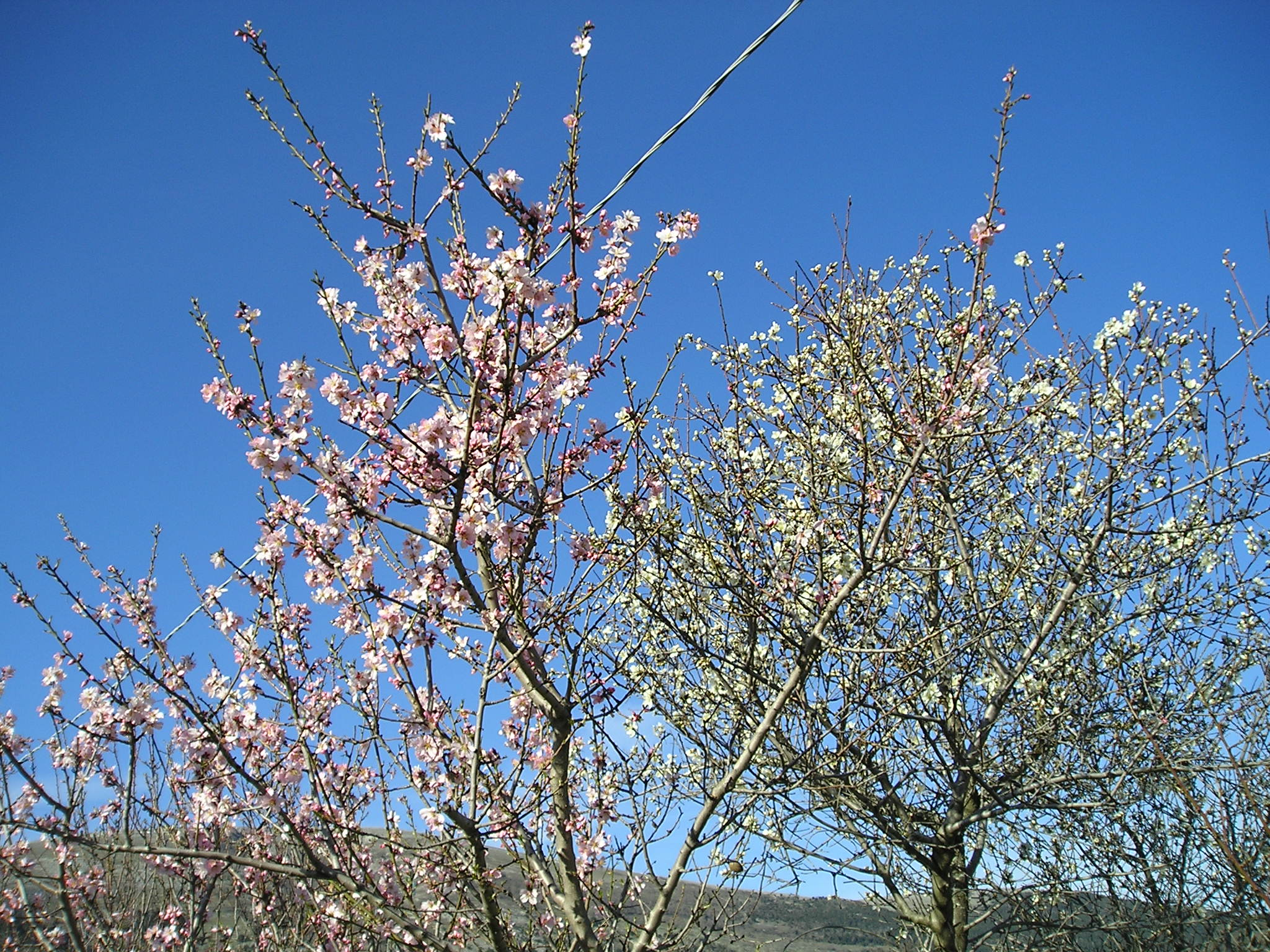
Mandorli in fiore

Il Monte Fellone è un colle delle Murge meridionali che raggiunge un'altitudine di 350 m s.l.m. ed è parte integrante della soglia messapica che unisce la valle d'Itria e il Salento settentrionale. Il monte, situato al confine tra la provincia di Brindisi e quella di Taranto, comprende i territori delle frazioni di Specchia Tarantina, nel comune di Martina Franca, e di Monte Fellone nel comune di Villa Castelli. A nord-ovest vi si trova il Bosco delle Pianelle, parco comunale di Martina Franca; a est una porzione del suo territorio è compresa nel territorio di Ceglie Messapica.
- La fauna è caratterizzata dalla presenza di lepri, volpi, ricci, pettirossi, falchi e diversi rapaci notturni (civetta, gufo, assiolo e barbagianni) oltre ad una folta comunità di pipistrelli (tra i quali, oltre alle specie più comuni, anche il Rhinolophus hipposideros, il Rhinolophus ferrumequinum e il Rhinolophus mehelyi famosi per la caratteristica capacità di Ecolocalizzazione). Questi piccoli e delicati mammiferi notturni, che trovano rifugio nelle numerose grotte del monte, si rivelano incredibilmente utili in quanto eliminano gli insetti nocivi per l'agricoltura e contribuiscono a mantenerne integro il fragile ecosistema naturale, oltre ad essere indice di un habitat incontaminato e ricco d'acqua.
- La flora si compone di tratti di bosco e di macchia mediterranea dove cresce spontaneamente il fungo cardoncello, alternati a oliveti, mandorleti e vigneti tra cui il Verdeca, il Bianco d'Alessano ed il Primitivo Tarantino[1].
- Panorami. Grazie alla notevole altitudine rispetto al territorio circostante, in alcuni punti è possibile vedere, oltre ai comuni circostanti, in particolare Villa Castelli, anche il Castello di Oria, Taranto e parte del Mar Ionio.

### Clima
Nella tabella sottostante sono riportati i valori medi che si registrano a Monte Fellone.
| Mese                           | Gen  | Feb  | Mar  | Apr  | Mag  | Giu  | Lug  | Ago  | Set  | Ott  | Nov  | Dic  | Anno |
| ------------------------------ | ---- | ---- | ---- | ---- | ---- | ---- | ---- | ---- | ---- | ---- | ---- | ---- | ---- |
| Temperatura massima media (°C) | 11,8 | 12,8 | 14,9 | 18,3 | 23,1 | 27,5 | 30,4 | 30,5 | 26,5 | 21,4 | 16,8 | 13,4 | 20,6 |
| Temperatura minima media (°C)  | 4,6  | 4,9  | 6,5  | 8,7  | 12,5 | 16,4 | 19,0 | 19,2 | 16,5 | 12,8 | 9,0  | 6,2  | 11,4 |
| Piogge (mm)                    | 59   | 58   | 54   | 36   | 33   | 23   | 22   | 23   | 37   | 73   | 73   | 63   | 554  |
| Umidità media (%)              | 77,8 | 76,6 | 75,4 | 72,9 | 70,2 | 65,7 | 61,8 | 63,6 | 70,0 | 76,0 | 78,9 | 78,9 | 72,3 |

## Storia

### Origini

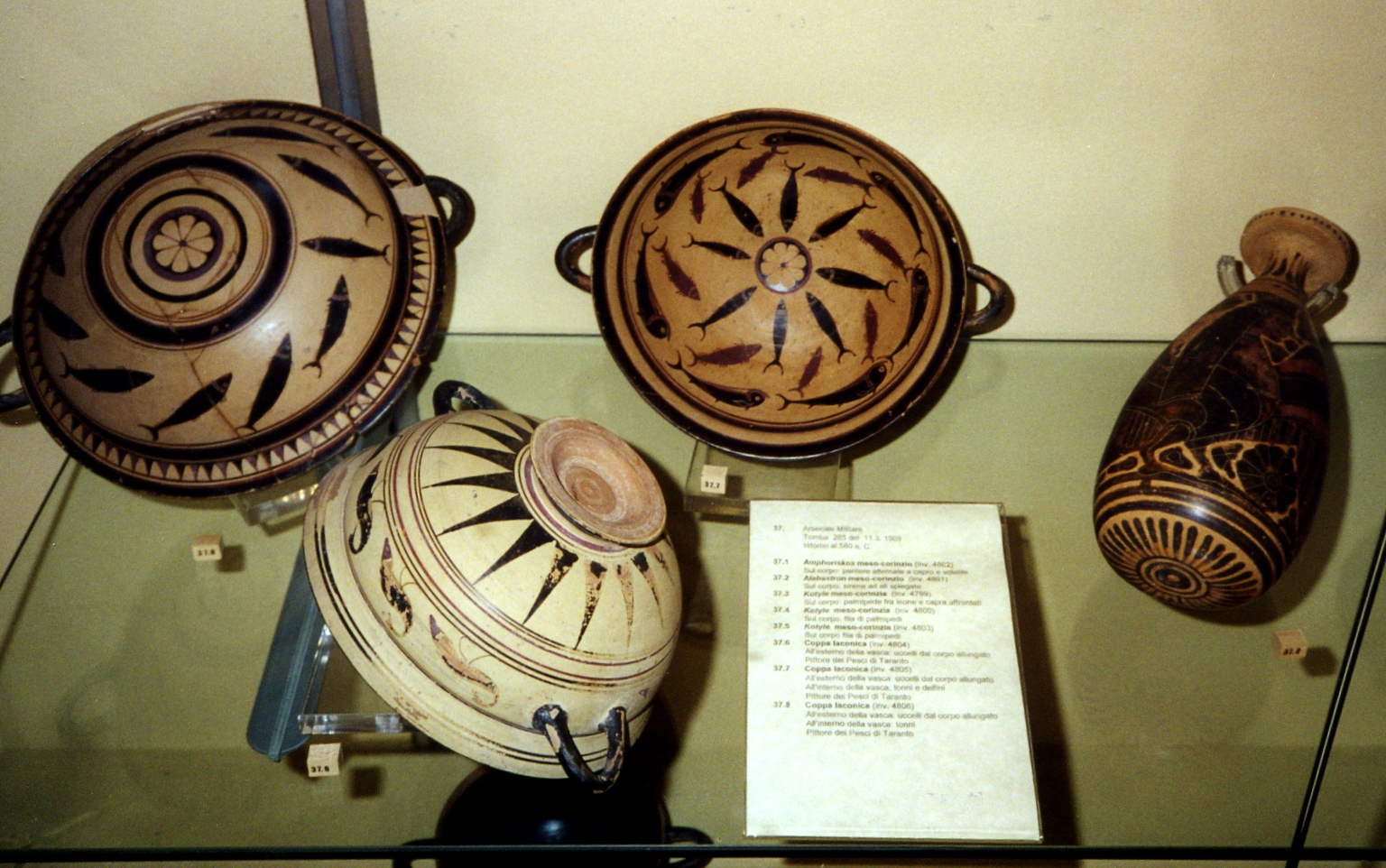
Ceramiche risalenti al 580 a.C.

I ritrovamenti (tra cui frammenti di ceramica impressa, incisa, graffita) della grotta Monte Fellone, oggetto di scavi archeologici negli anni sessanta testimoniano la presenza umana dal epoca neolitica al IV secolo d.C.. L'allevamento di cavalli risale, caso alquanto raro per il Sud Italia e quasi unico in Puglia, al neolitico. Il territorio che dista solo 500 m. da Specchia Tarantina in provincia di Taranto presenta numerose specchie, in corrispondenza del confine tra i territori messapi e tarantini.

### Medioevo

Stemma degli Hohenstaufen.

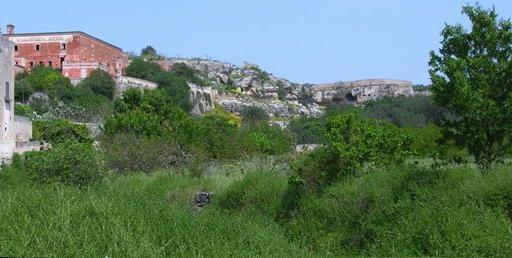
Lama del Fullonese

Nell'Alto medioevo il Monte Fellone è stato sotto l'influenza dei Longobardi alternatisi all'autorità dell'Impero Romano d'Oriente e nel X secolo luogo di difesa contro l'invasione dei Saraceni come testimoniano le tracce di insediamento nella grotta Cuoco ed i vicini ritrovamenti in numismatici bizantini in località Pezza Petrosa confermando il legame del territorio con l'Impero Romano d'Oriente sotto la dinastia macedone ed il dominio dell'Imperatore bizantino Costantino VII. I resti di alcuni grandi muri a secco potrebbero essere riportati alla presenza del Limitone dei greci sul monte. Nel IX secolo un gruppo di ebrei si aggrega all'insediamento sorto intorno alla Lama del Fullonese. 
Il toponimo (letterario) Fellone significa Ribelle e compare dal XIII secolo in riferimento al diritto medievale, sinonimo di rottura della fedeltà di vassallaggio tra sovrano e feudatario, o di rivolta del regnante nei confronti del pontefice. Nel XIII secolo difatti il monte rientra nelle proprietà di Glicerio de Persona signore delle Terre di Ceglie del Gualdo, di Mottola, di Soleto e del Casale di San Pietro in Galatina. Parteggiò per Corrado IV di Svevia figlio di Federico II di Svevia e Re di Sicilia contro gli angioini. Caduto anche Manfredi di Sicilia, l'ultimo degli Svevi, Carlo I d'Angiò ordina la cattura di Glicerio, che si era dato alla latitanza nelle campagne di Taranto dove fu catturato, condotto in carcere nel castello di Brindisi (insieme ai figli Gervasio, Giovanni e Perello) e subì infine il patibolo. I possedimenti che deteneva furono confiscati e ceduti ad Anselino de Toucy. Il monte ebbe una sorte diversa, fu difatti affidato, insieme al vasto territorio di Martina Franca, alla potente famiglia Caracciolo.

### Età contemporanea

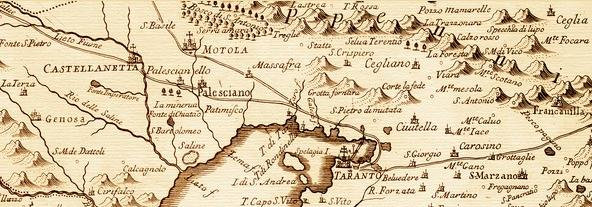
Le Murge

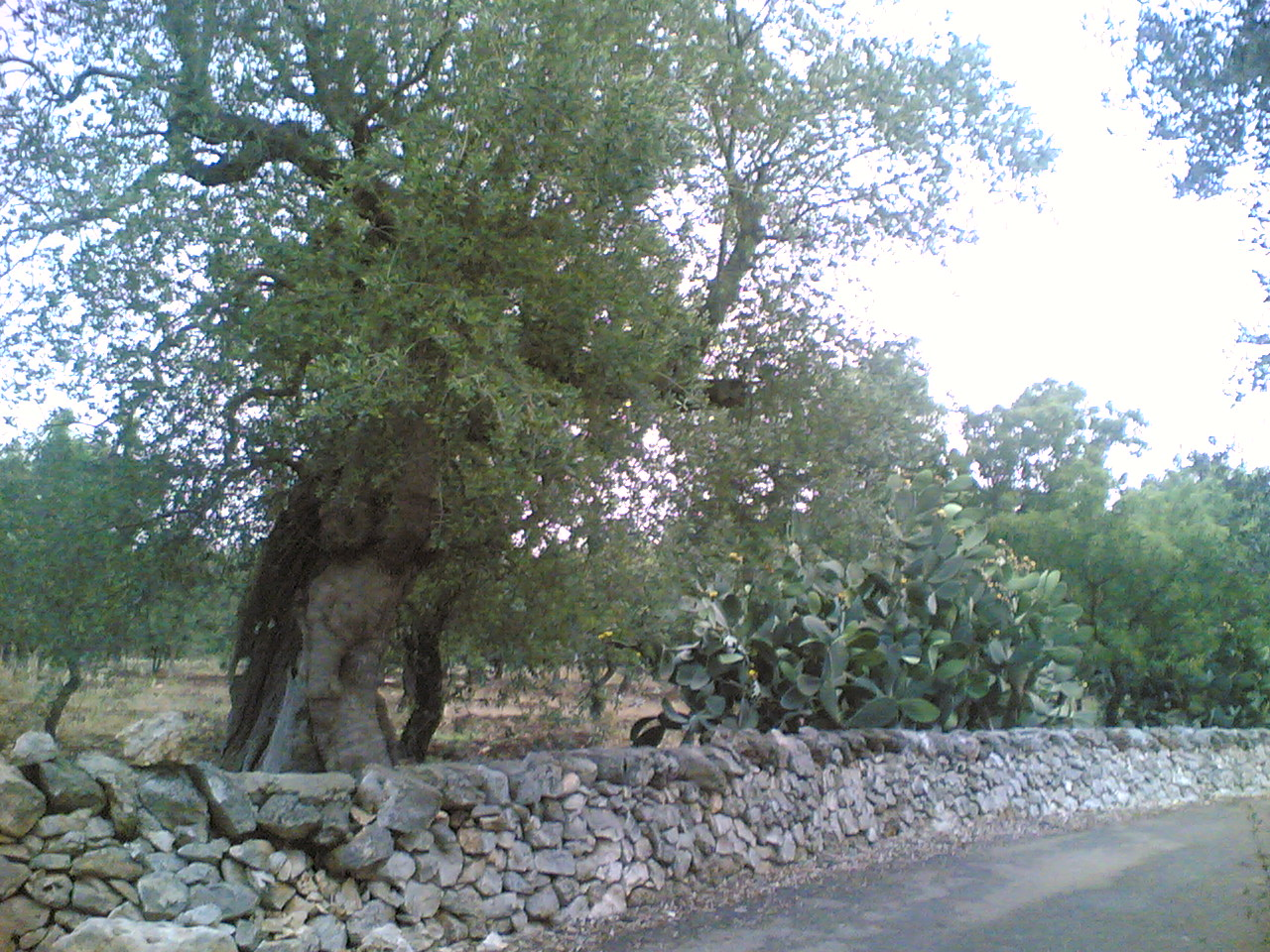
Muro a secco

Tra la fine dell'Ottocento e primi del Novecento Montefellone, insieme alla vicina Specchia Tarantina, ebbe una forte espansione demografica ed economica, con la costruzione di numerosi muretti a secco e trulli. Vanta una lunga tradizione di musica popolare. Tra il 1902 ed il 1906 fu oggetto dei lavori di perforazione delle Murge, da Monte Plafagone a Monte Fellone, per convogliare le acque del fiume Sele.
Nel 1922 i voti degli abitanti furono determinanti per il raggiungimento della soglia di 4.000 elettori necessari all'autonomia del comune di Villa Castelli e fu sede della prima scuola elementare rurale dell'area. tutt'oggi il suo territorio è diviso tra Martina Franca che ne detiene la maggior parte, Villa Castelli e Grottaglie.
Nel novembre 2002 i rappresentanti della CGIL di Brindisi e Villa Castelli furono oggetto di minacce ed intimidazioni che portarono ad interrogazioni parlamentari al Ministro dell'interno e al Ministro del Lavoro.

## Monumenti e luoghi d'interesse

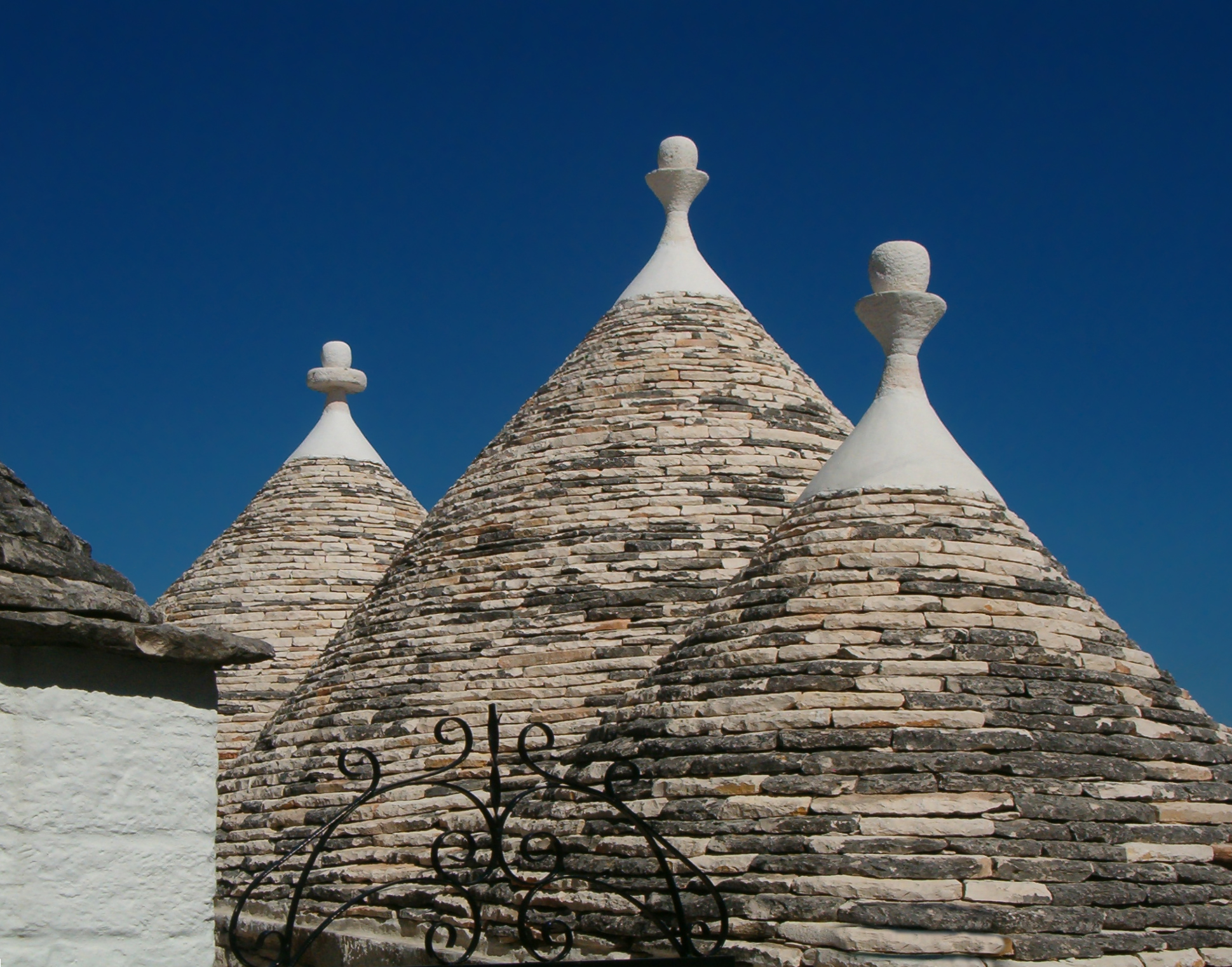
Coperture dei trulli

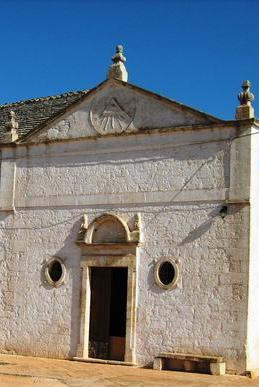
chiesetta cuoco

Fino al 1960 erano presenti un trullo adibito a chiesa, due scuole ed una caserma, particolarmente interessanti le cappelle votive di interesse artistico e religioso

### Grotte
la Grotta Monte Fellone, abitata dal Neolitico al III secolo a.C.
La Grotta Cuoco

### Masserie fortificate
costruite tra il XVIII ed il XIX secolo: Monte Fellone, Cuoco, Conserva Grande, Cavaliere, Conserva Piccola, Fedele, Manampola, Spezza Tarallo, Masseria Nuove Caselle.

### Gravina
posta a sud-ovest del monte, un'insenatura naturale lunga circa 800 metri

### Trulli
L'unità costruttiva modulare dei Trulli presenta una pianta di forma approssimativamente circolare, sul cui perimetro si imposta la muratura a sacco di spessore molto elevato. Questa soluzione, da un lato restringe enormemente gli spazi interni, ma dall'altro, unita alla quasi totale assenza di aperture ad esclusione della porta d'ingresso e, raramente, di un piccolissimo foro in alto dotato di finestrino per garantire un minimo ricambio di aria all'interno, ne fa un interessantissimo esempio "ante-litteram" di bioedilizia.

### Lama del Fullonese
Nel versante destro della gravina, lunga circa 800 metri, che attraversa Monte Fellone, è visibile la Chiesa rupestre di origine medievale dedicata agli apostoli Pietro e Paolo, costruita nel VI secolo d.C., successivamente nota come San Pietro dei Giudei, difatti nel territorio si stanziarono alcuni ebrei. L'edificio è caratterizzato da due elementi con un altare di roccia tagliata addosso alla parete, sul quale un tempo si ergeva un crocifisso con ai lati la Vergine, San Giovanni Evangelista, San Paolo e San Leonardo. Alla sinistra della Chiesa è situata una grotta nota come Casa dei Pellegrini.

## Contrade
Gli insediamenti abitativi sono sparsi in maniera omogenea nelle campagne e si dividono in contrade.
- Cavaliere
- Conserva
- Cuoco
- Fedele
- Fellone
- Foggia
- Gatta
- Lama
- Manampola

## Economia

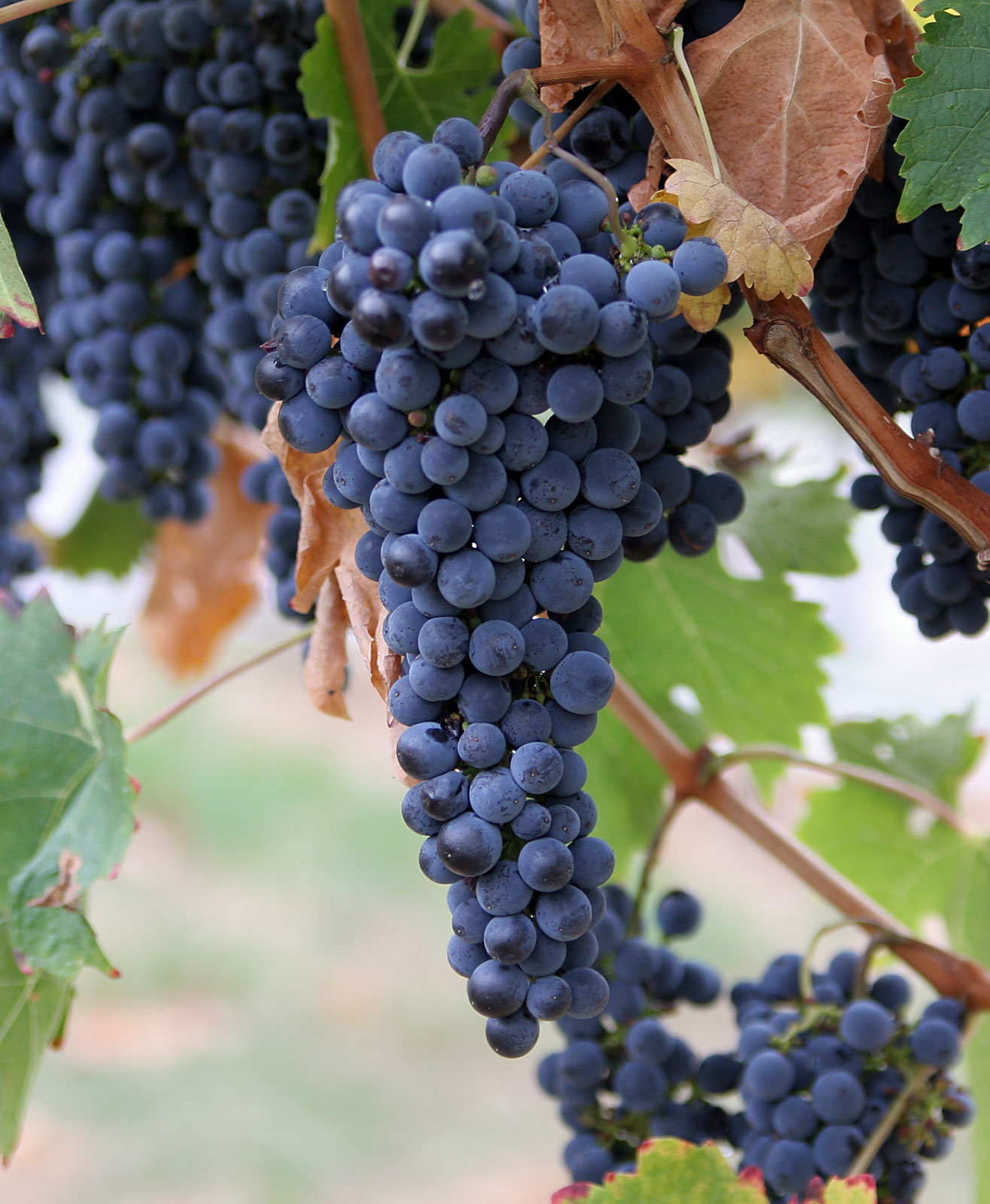
uva nera da vino

L'economia si basa in maniera equilibrata su agricoltura, allevamento, edilizia e utilizzo bio-compatibile delle risorse boschive.
Risorse Boschive:
- legno di quercia e di leccio, funghi, asparagi, mirto, cacciagione di piccola e media taglia.

Settore Primario:
- coltivazione dell'ulivo[27] con produzione di olio d'Oliva DOP Collina di Brindisi[28] e della vite con produzione di Vino DOC Martina Franca[29].
- allevamenti biologici di conigli e chiocciole della Valle d'Itria.

Industria:
- Piccole industrie di produzione di materiali edili.
- Ebanisteria.

Turismo:
- Ristoranti.
- Agriturismi .
- B&B (B&B Masseria Nuove Caselle)

## Infrastrutture e trasporti
Collegamenti stradali:
- Strada Provinciale Martina Franca - Villa Castelli
- Strada Comunale Monte Fellone (di collegamento tra la Strada provinciale Martina - Villa Castelli e la Strada Provinciale Martina -Grottaglie)
- Strada Provinciale Martina Franca - Grottaglie
- Strada Provinciale Grottaglie - Crispiano
- Strada Comunale Ceglie Messapica - Specchia Tarantina

Trasporti Pubblici:
- il territorio è servito dai trasporti pubblici su Bus delle società CTP e FSE
- sono garantiti servizi autobus gratuiti per le scuole elementari e medie site nei comuni di Villa Castelli, Grottaglie e Martina Franca.

## Cucina tipica

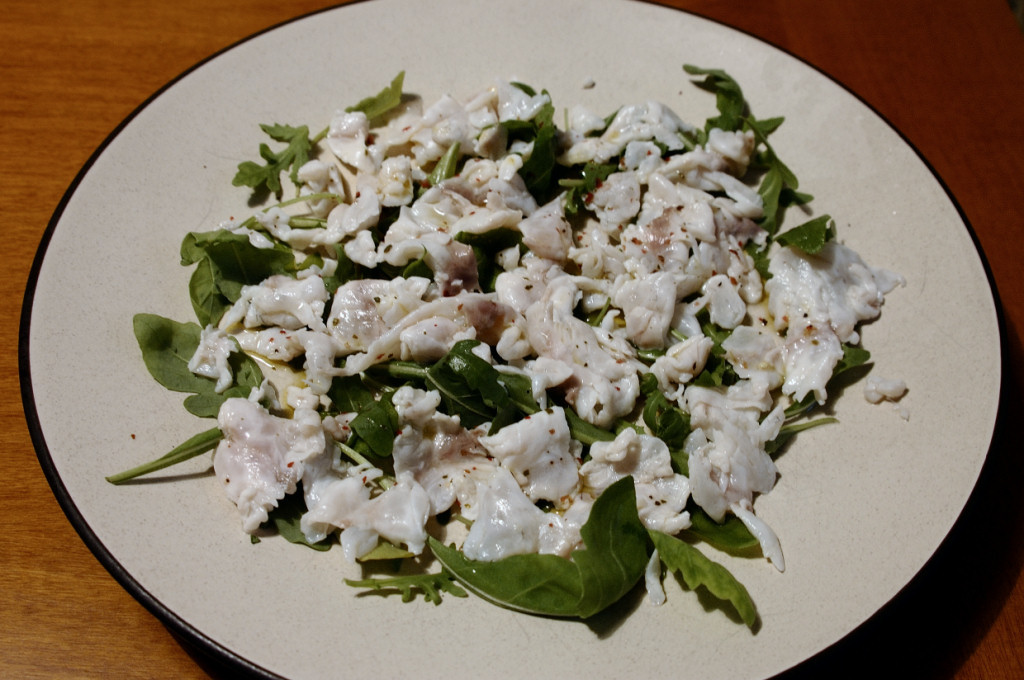
Carpaccio

La cucina del Monte Fellone è basata su pietanze della tradizione contadina della Cucina pugliese.
- Piatti tipici: taralli, purè di fave. orecchiette, cavatelli, pane di grano duro, fichi secchi:  Si preparano facendo essiccare i fichi al sole, poi vengono scottati in acqua bollente e conservati in sacchi di tele con foglie di alloro. Lampascioni sott'olio. Olio di oliva, Salsa di pomodoro, Pomodori secchi.
- 'Prodotti di macellazione: Carpaccio, Fegatini detti anche nghiemeridde, degli involtini di interiora (fegato e polmone) strette all'interno del budello di agnelli oppure di capretti, delle dimensioni di circa 5 centimetri, accompagnati da qualche foglia di prezzemolo. Molto simili sono i marretti che però hanno dimensioni decisamente maggiori[31] In Puglia la tradizione dell'allevamento degli ovini trova difatti origini millenarie, legate alla tradizione greca e della Mesopotamia[32] gli gnummareddi rappresentano l'elemento topico di questo legame. Sanguinaccio insaccato di sangue di maiale.
- Latticini: Cacioricotta, Caciocavallo, Ricotta forte
- Dolci: Purceddhruzzi, Dolci di pasta di mandorla, Cartellate:  dei nastri di una sottile sfoglia di pasta, ottenuta con farina, olio e vino bianco, avvolta su sé stessa sino a creare una forma che somiglia ad una sorta di rosa, con cavità ed aperture, che poi verrà fritta in abbondante olio d'oliva. Questa specialità è tipica del periodo natalizio.[33]